# Bootania ruficeps
Bootania ruficeps är en stekelart som först beskrevs av Cameron 1905.  Bootania ruficeps ingår i släktet Bootania och familjen gallglanssteklar. Inga underarter finns listade.